# كلايتون شوانغبير
كلايتون شوانغبير (مواليد 19 أغسطس 1997) هو لاعب كرة قدم برازيلي يلعب كحارس مرمى في نادي ريد بول براغانتينو.

## روابط خارجية
- كلايتون شوانغبير على موقع إي إس بي إن إف سي (الإنجليزية)
- كلايتون شوانغبير على موقع قاعدة بيانات كرة القدم.إي يو (الإنجليزية)
- كلايتون شوانغبير على موقع Soccerway.com (الإنجليزية)
- كلايتون شوانغبير على موقع عالم كرة القدم.نت (الإنجليزية)
- كلايتون شوانغبير على موقع AS.com (الإسبانية)